# إينيتا راديفيتشا
إينيتا راديفيتشا (بالاتفية:Ineta Radēviča) وهي لاعبة ألعاب قوى لاتفية في القفز الطويل والقفز الثلاثي ولدت في يوم 13 يوليو 1981 في بلدة كراسلافا في جمهورية لاتفيا السوفيتية الاشتراكية في الإتحاد السوفييتي وقد فازت بالميدالية الذهبية في بطولة أوروبا لألعاب القوى 2010 في برشلونة وفازت بالميدالية البرونزية في بطولة العالم لألعاب القوى 2011 في دايغو في القفز الطويل.
اعتزلت بعد فترة قصيرة من حصولها على المركز الرابع في الألعاب الأولمبية الصيفية 2012. في مايو 2019، وبعد إعادة فحص عيناتها المقدمة إلى اللجنة الأولمبية في 2012، ظهرت النتائج إيجابية لوجود مستقبلات أوكساندرولون، وأصدر قرار بمنعها من المشاركة في الألعاب الأولمبية.

## روابط خارجية
- إينيتا راديفيتشا على موقع الاتحاد الدولي لألعاب القوى (الإنجليزية)
- إينيتا راديفيتشا على موقع الاتحاد اللاتفي لألعاب القوى (اللاتفية)
- إينيتا راديفيتشا على موقع الدوري الماسي (الإنجليزية)
- إينيتا راديفيتشا على موقع اللجنة الأولمبية الدولية (الإنجليزية)
- إينيتا راديفيتشا على موقع أوليمبيديا (الإنجليزية)
- إينيتا راديفيتشاعلى موقع اللجنة الأولمبية اللاتفية (مؤرشف) (اللاتفية)